# Nittonde centralkommittén i Kinas kommunistiska parti
Den nittonde centralkommittén i Kinas kommunistiska parti valdes på Kinas kommunistiska partis sjuttonde kongress i november 2017 och ersatte den artonde centralkommittén i Kinas kommunistiska parti. Den hade en mandatperiod fram till partikongressen i oktober 2022, då den avlöstes av den tjugonde centralkommittén i Kinas kommunistiska parti. Av centralkommitténs 205 ordinarie ledamöter var endast tio kvinnor. Vid sitt första plenarsammanträde valde centralkommittén den nittonde politbyrån i Kinas kommunistiska parti.

## Centralkommittén i Kinas kommunistiska parti
| 1. Yi Xiaoguang 2. Ding Laihang 3. Ding Xuedong 4. Ding Xuexiang 5. Yu Weiguo 6. Yu Zhongfu 7. Wan Lijun 8. Xi Jinping 9. Ma Biao (Zhuang) 10. Ma Xingrui 11. Wang Ning 12. Wang Jun 13. Wang Yong 14. Wang Chen 15. Wang Yi 16. Wang Xiaohong 17. Wang Yupu 18. Wang Zhengwei (huikines) 19. Wang Dongming 20. Wang Dongfeng 21. Wang Ercheng 22. Wang Zhimin 23. Wang Zhigang 24. Wang Huning 25. Wang Guosheng 26. Wang Jianjun 27. Wang Jianwu 28. Wang Xiaodong 29. Wang Xiaohui 30. Wang Jiasheng 31. Wang Menghui 32. You Quan 33. Che Jun 34. Yin Li 35. Bayanqolu (mongol) 36. Bater (mongol) 37. Arken Imirbaki (uighur) 38. Shi Taifeng 39. Buxiaolin (f. mongol) 40. Lu Zhangong 41. Bai Chunli (manchu) 42. Ji Bingxuan 43. Bi Jingquan 44. Qu Qingshan 45. Zhu Shengling 46. Liu Qi 47. Liu Lei 48. Liu He 49. Liu Shiyu 50. Liu Wanlong 51. Liu Qibao 52. Liu Guozhong 53. Liu Guozhi 54. Liu Jinguo 55. Liu Jieyi 56. Liu Zhenli 57. Liu Jiayi 58. Liu Cigui 59. Liu Yuejun 60. Che Zala (tibetan) 61. An Zhaoqing (sibe) 62. Xu Qin 63. Xu Yousheng 64. Xu Dazhe 65. Xu Qiliang 66. Ruan Chengfa 67. Sun Zhigang 68. Sun Jinlong 69. Sun Shaocheng 70. Sun Chunlan (kvinna) 71. Du Jiahao 72. Li Yi 73. Li Xi 74. Li Bin (kvinna) 75. Li Qiang 76. Li Ganjie 77. Li Xiaopeng 78. Li Fengbiao 79. Li Yufu 80. Li Chuanguang 81. Li Jiheng 82. Li Keqiang 83. Li Zuocheng 84. Li Shangfu 85. Li Guoying 86. Li Qiaoming 87. Li Xiaohong 88. Li Hongzhong 89. Li Jinbin 90. Yang Xuejun 91. Yang Jiechi 92. Yang Zhenwu 93. Yang Xiaodu 94. Xiao Jie 95. Xiao Yaqing 96. Wu Shezhou 97. Wu Yingjie 98. Wu Zhenglong 99. Qiu Xueqiang 100. He Ping (Folkets befrielsearmé) 101. He Lifeng 102. Ying Yong 103. Leng Rong 104. Wang Yang 105. Wang Yongqing 106. Shen Jinlong 107. Shen Xiaoming 108. Shen Yueyue (kvinna) 109. Shen Deyong 110. Huai Jinpeng 111. Song Dan 112. Song Tao 113. Song Xiuyan (kvinna) 114. Zhang Jun 115. Zhang Youxia 116. Zhang Shengmin 117. Zhang Qingwei 118. Zhang Qingli 119. Zhang Jinan 120. Zhang Guoqing 121. Zhang Chunxian 122. Zhang Xiaoming 123. Zhang Yijiong 124. Lu Hao 125. Chen Xi 126. Chen Wu (zhuang) 127. Chen Hao 128. Chen Wenqing 129. Chen Jining 130. Chen Quanguo 131. Chen Qiufa (miao) 132. Chen Baosheng 133. Chen Run'er 134. Chen Min'er 135. Nurlan Abelmanjen (kazakh) 136. Miao Wei 137. Miao Hua 138. Gou Zhongwen 139. Fan Xiaojun 140. Lin Duo 141. Shang Hong 142. Jin Zhuanglong 143. Zhou Qiang 144. Zhou Yaning 145. Zheng He 146. Zheng Weiping 147. Zheng Xiaosong 148. Meng Xiangfeng 149. Zhao Leji 150. Zhao Kezhi 151. Zhao Zongqi 152. Hao Peng 153. Hu Heping 154. Hu Zejun (kvnna) 155. Hu Chunhua 156. Xian Hui (kvinna, huikines) 157. Zhong Shan 158. Xin Chunying (kvinna) 159. Hou Jianguo 160. Lou Qinjian 161. Losang Jamcan (tibetan) 162. Luo Huining 163. Qin Shengxiang 164. Yuan Jiajun 165. Yuan Yubai 166. Yuan Shuhong 167. Nie Chenxi 168. Li Zhanshu 169. Qian Xiaoqian 170. Tie Ning (f.) 171. Ni Yuefeng 172. Xu Lin 173. Xu Lejiang 174. Xu Anxiang 175. Gao Jin 176. Guo Shengkun 177. Guo Shuqing 178. Tang Renjian 179. Huang Ming 180. Huang Shouhong 181. Huang Kunming 182. Huang Shuxian 183. Cao Jianming 184. Gong Zheng 185. Sheng Bin 186. Shohrat Zakir (uighur) 187. E Jingping 188. Lu Xinshe 189. Shen Yiqin (kvinna, bai) 190. Peng Qinghua 191. Jiang Chaoliang 192. Han Zheng 193. Han Weiguo 194. Han Changfu 195. Fu Zhenghua 196. Xie Fuzhan 197. Lou Yangsheng 198. Cai Qi 199. Cai Mingzhao 200. Luo Shugang 201. Li Huohui 202. Pan Ligang 203. Mu Hong 204. Wei Fenghe | 1. Ma Zhengwu 2. Ma Weiming 3. Ma Guoqiang (Hui) 4. Wang Ning (Fujian) 5. Wang Yongkang 6. Wang Weizhong 7. Wang Xudong 8. Wang Xiubin 9. Wang Junzheng 10. Wang Chunning 11. Feng Jianhua 12. Qumu Shiha (Yi) 13. Ren Xuefeng 14. Liu Ning 15. Liu Faqing 16. Liu Xiaokai (Miao) 17. Yan Jinhai (Tibetan) 18. Yan Zhichan (f.) 19. Li Qun 20. Li Jinghao (Korean) 21. Yang Ning (f. Bai) 22. Yang Wei 23. Xiao Yingzi (f. Zhuang) 24. Wu Qiang (Dong) 25. Wu Cunrong 26. Wu Jieming 27. Wu Shenghua (Buyi) 28. Zou Ming 29. Shen Chunyao 30. Song Guoquan 31. Zhang Guangjun 32. Zhang Yuzhuo 33. Zhang Zhifen 34. Zhang Zhenzhong 35. Zhang Jinghua 36. Chen Gang 37. Chen Yixin 38. Chen Haibo 39. Lin Shaochun 40. Hang Yihong 41. Ouyang Xiaoping 42. Norbu Dondrup (Tibetan) 43. Luo Hongjiang (Dai) 44. Luo Qingyu 45. Jin Donghan 46. Zhou Bo 47. Zhou Qi 48. Zhou Naixiang 49. Guan Qing 50. Zhao Yupei 51. Zhao Aiming (f.) 52. Zhao Deming (Yao) 53. Hao Ping 54. Hu Wenrong 55. Hu Henghua 56. Duan Chunhua 57. Yu Guang 58. Jiang Zhigang 59. He Dongfeng 60. He Junke 61. Jia Yumei (f.) 62. Xu Zhongbo 63. Xu Hairong 64. Xu Xinrong 65. Gao Guangbin 66. Guo Dongming 67. Tang Yijun 68. Tang Dengjie 69. Huang Minqiang 70. Huang Guoxian 71. Huang Lixin (f.) 72. Huang Xiaowei (f.) 73. Cao Jianguo 74. Chang Dingqiu 75. Cui Yuzhong 76. Ma Zhenjun 77. Liang Tiangeng 78. Kou Wei (Bai) 79. Peng Jinhui (Yi) 80. Cheng Lianyuan 81. Fu Xingguo 82. Xie Chuntao 83. Lan Tianli (Zhuang) 84. Cai Jianjiang 85. Pei Jinjia 86. Tan Zuojun 87. Dai Houliang 88. Yu Shaoliang 89. Ma Shunqing (Hui) 90. Wang Hong 91. Wang Zhaoli 92. Wang Jingqing 93. Wang Xiaoyun (kvinna) 94. Wang Endong 95. Fang Xiang 96. Kong Changsheng 97. Deng Xiaogang (Folkets befrielsearmé) 98. Erkin Tuniyaz (uighur) 99. Shi Zhenglu 100. Shen Changyu 101. Feng Zhenglin 102. Lü Jun 103. Li Jia 104. Li Yuchao 105. Li Xiaobo 106. Yang Guangyue (naxi) 107. Wu Zhaohui 108. He Yaling (kvinna) 109. Zhang Gong 110. Zhang Jiangting 111. Zhang Fuhai 112. Chen Xu (kvinna) 113. Chen Siqing 114. Fan Ruiping 115. Yi Gang 116. Yi Huiman 117. Yi Lianhong 118. Zhao Huan 119. Zhao Yide 120. Zhong Denghua 121. Xin Changxing 122. Shi Xiaolin (kvinna) 123. Qian Zhimin 124. Guo Mingyi 125. Tang Huajun 126. Tang Liangzhi 127. Huang Zhixian 128. Ge Huijun (kvinna) 129. Jing Junhai 130. Cheng Lihua (kvinna) 131. Fu Ziying 132. Jiao Yanlong 133. Lei Fanpei 134. Shen Haixiong 135. Cai Songtao 136. Yan Xiaodong 137. Pan Gongsheng 138. Ma Tingli (Hui) 139. Wang Hai 140. Wang Xi 141. Wang Yinfang 142. Wang Yanling (kvinna) 143. Mao Wanchun 144. Ulagan (kvinna, mongol) 145. Yin Hong 146. Tian Guoli 147. Le Yucheng 148. Liu Shiquan 149. Sun Dawei 150. Yin Hejun 151. Chen Qing (f.) 152. Hu Changsheng 153. Cao Shumin (f.) 154. Miao Jianmin 155. Wei Gang 156. Wang Jiong 157. Wang Wentao 158. Mao Weiming 159. Deng Xiaogang (Sichuan) 160. Ren Hongbin 161. Li Jing (f.) 162. Li Yinghong 163. Wu Xiaoguang 164. Song Yushui (f.) 165. Tuo Zhen 166. Pan Yue 167. Ding Yexian 168. Wang Lixia (f. mongol) 169. Ning Jizhe 170. Yang Jincheng 171. Shu Qing (Manchu) |